# لوك هولتز
لوك هولتز (بالفرنسية: Luc Holtz)‏ هو لاعب كرة قدم ومدرب كرة قدم لوكسمبورغي، ولد في 14 يونيو 1969 في إيتلبروك في لوكسمبورغ. شارك مع منتخب لوكسمبورغ لكرة القدم. أما مع النوادي، فقد لعب مع أفينير بيغين ونادي ديفردانج 03.

## وصلات خارجية
- لوك هولتز على موقع الاتحاد الدولي (مؤرشف)  (الإنجليزية)
- لوك هولتز على موقع الاتحاد الأوربي (الإنجليزية)
- لوك هولتز على موقع قاعدة بيانات كرة القدم.إي يو (الإنجليزية)
- لوك هولتز على موقع ناشيونال فوتبول تيمز (الإنجليزية)
- لوك هولتز على موقع Soccerway.com (الإنجليزية)
- لوك هولتز على موقع عالم كرة القدم.نت (الإنجليزية)